# Forrest J. Ackerman
Forrest James Ackerman (* 24. November 1916 in Los Angeles, Kalifornien; † 4. Dezember 2008 ebenda), auch Mr. Science Fiction genannt, war ein US-amerikanischer Herausgeber, Verfasser und Verleger von Science-Fiction-Literatur.

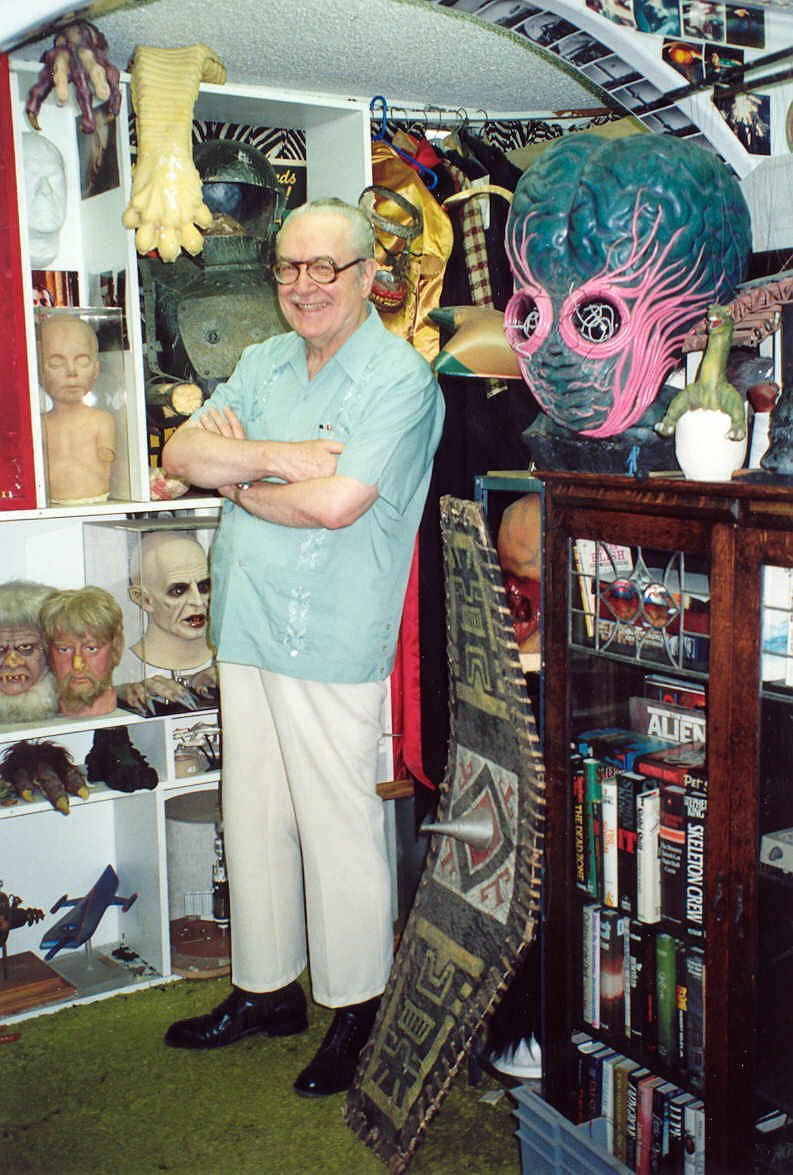
Forrest J. Ackerman (1990)

## Leben
Forrest Ackerman studierte 1934/35 an der University of California in Berkeley, war als Filmvorführer tätig und diente von 1942 bis 1945 in der US Army. Auch bekannt als „Forry“, „4e“ oder „4SJ“, hatte er großen Einfluss auf die Entstehung, Organisation und Verbreitung des Science-Fiction-Fandom und war damit eine Schlüsselfigur für die kulturelle Akzeptanz des Genres in Buch-, Kunst- und Filmform. Zu Ackermanns privaten Freunden zählten Genregrößen wie Vincent Price, Ray Harryhausen und Ray Bradbury; in Deutschland pflegte er beispielsweise Kontakte zu dem Autor Rolf Giesen, dem Schau- und Puppenspieler Gerd J. Pohl und Rolf und Heinz Bingenheimer. Er war mit Walter Ernsting befreundet und half ihm dabei, die deutsche SF-Fanszene zu pflegen.

### Autor, Agent und Herausgeber
1926 begann Ackerman, Science-Fiction zu lesen und auch selbst Kurzgeschichten zu schreiben, einige mit Koautoren wie A. E. van Vogt, Robert A. W. Lowndes, C. L. Moore und Donald A. Wollheim. Daneben engagierte sich Ackerman auch für die Welthilfssprache Esperanto. Ende der sechziger Jahre erdachte Ackerman, inspiriert von Jean-Claude Forests Barbarella, die Comic-Heldin Vampirella, die dann von Autor Archie Goodwin und den Zeichnern Frank Frazetta und Tom Sutton weiterentwickelt wurde.
Zeitweilig war Ackerman auch als Literaturagent tätig, vertrat beispielsweise L. Ron Hubbard, Isaac Asimov, Ed Wood, Ray Bradbury, Charles Beaumont und Marion Zimmer Bradley und brachte die Nummern 119 bis 137 der Perry Rhodan-Heftromanserie in den USA heraus.
Als Redakteur und Herausgeber arbeitete er an den kurzlebigen Zeitschriften Monsterworld, Spacemen und Monster Land, vor allem aber von 1958 bis 1984 an dem auf ein juveniles Publikum zugeschnittenen Famous Monsters of Filmland, das die amerikanische Kultur der „Monster Kids“ pflegte und großen Einfluss auf später erfolgreiche Film- und Literaturschaffende wie Stephen King und John Landis hatte. In Famous Monsters of Filmland lebte Ackerman nicht zuletzt sein Faible für Wortspielereien („Dr. Acula“, „Horrorwood, Karloffornia“, „Sci-Fi“) aus, welches ihn bei seiner Leserschaft außergewöhnlich populär machte und als „Uncle Forry“ etablierte.
Als Famous Monsters of Filmland 1993 unter der Leitung von Ray Ferry reüssierte, war Ackerman zunächst als Herausgeber mit an Bord, stieg jedoch aus, nachdem seine zugesicherten Honorare nicht vergütet wurden. Ferry führte das Magazin daraufhin allein fort und bediente sich dabei des Stils wie tatsächlich auch der von Ackerman etablierten Fantasienamen und Wortspielereien, woraufhin Ackerman Ferry 1997 verklagte. Ray Bradbury zählte zu den Persönlichkeiten, die vor Gericht für Ackerman aussagten, während beispielsweise Harlan Ellison als Zeuge der Verteidigung auftrat. In zwei Verfahren wurden Ackerman insgesamt über 700.000 Dollar zugesprochen, die er freilich nie erhielt, weil Ferry Bankrott anmeldete.

### Schauspiel
Schauspielerisch betätigte sich Ackerman in einer Vielzahl von Horror-, Fantasy- und SF-Filmen, meist in kleinen Gastrollen, wobei er auch vor Billigstproduktionen nicht zurückschreckte. Mit Horrorlegende Lon Chaney junior spielte er in dessen letztem Kinofilm Dracula vs. Frankenstein aus dem Jahr 1971. Er trat regelmäßig in Filmen von John Landis in Cameo-Rollen auf, darunter auch im erfolgreichsten aller Musikvideos, bei dem Landis Regie führte: Michael Jacksons Thriller.

### Sammlung Ackerman
Mit seiner umfassenden Sammlung zum Thema Science-Fiction galt Ackerman als einer der größten Kenner der phantastischen Literatur und des phantastischen Films. Die Sammlung umfasste filmhistorische Exponate wie beispielsweise Requisiten und Kostümteile von Lon Chaney aus dem Stummfilm London after Midnight; an seinen Fingern trug er auch im Privatleben die Ringe, die Bela Lugosi in Abbott and Costello meet Frankenstein und Boris Karloff in The Mummy trugen. Gemäß Rolf Giesen versuchte Ackerman bereits Mitte der achtziger Jahre die Sammlung als Ganzes zu veräußern, fand aber keine Interessenten, die willig waren, sie geschlossen und für die geforderte Summe zu übernehmen. Die Sammlung zählte zeitweilig angeblich 300.000 Exponate, die in Ackermans 18-Zimmer-Villa in Hollywood, dem sogenannten Ackermansion untergebracht waren. In Folge des gegen Ray Ferry geführten Gerichtsverfahrens um Famous Monsters of Filmland und Ackermans Rechte an seinen dort etablierten Pseudonymen musste er zur Deckung der Verfahrenskosten sein Haus und Teile der Sammlung veräußern und zog in einen Bungalow, das Acker-Mini-Mansion, um. Mit stetig nachlassender Gesundheit verkaufte Ackerman weitere Stücke, teilweise auf extra organisierten Flohmärkten, um die notwendige medizinische Versorgung zu finanzieren. Viele der Exponate befinden sich heute in den Sammlungen von beispielsweise John Landis, Steven Spielberg und Peter Jackson.

## Auszeichnungen

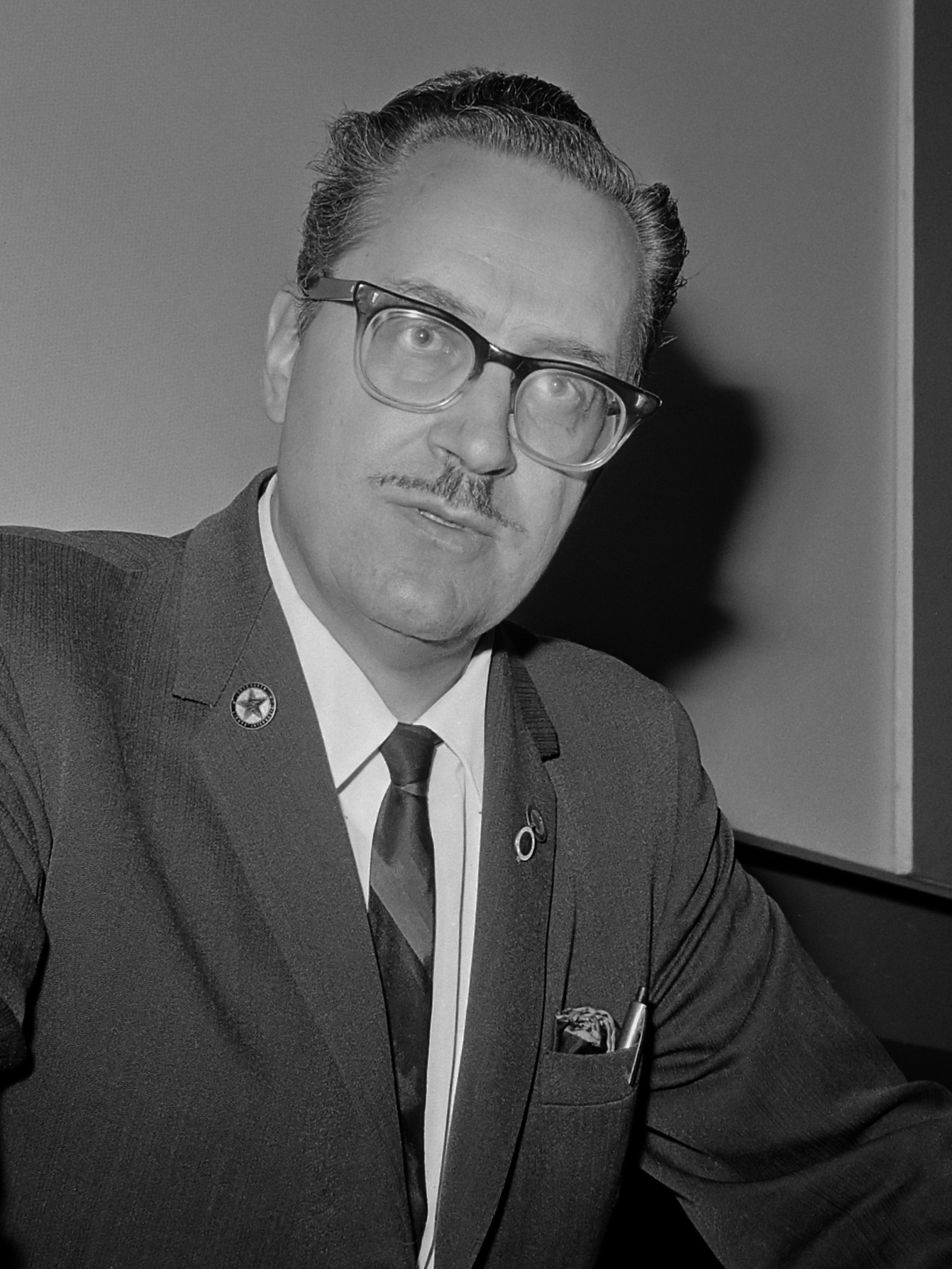
Forrest Ackerman (1965)

Nach Ackerman wurde der Forry Award benannt, den die Los Angeles Science Fantasy Society seit 1966 für besondere Verdienste in der Science-Fiction verleiht. Ackerman selbst bekam den Preis im Jahr 2002. Von 1959 bis 2000 übergab Ackerman auf der Worldcon den Big Heart Award an die Ausgezeichneten. 2006 erhielt er selbst diesen Preis.
Weitere Auszeichnungen:
- 1953 Hugo Award in der Kategorie „#1 Fan Personality“
- 1974 First Fandom Hall of Fame Award
- 1995 Gallun Award
- 1996 First Fandom Hall of Fame Award

0000 Retro Hugo Award als bester Fan-Autor
0000 Retro Hugo Award für Voice of the Imagi-Nation als bestes Fanzine
0000 Worldcon Special Convention Award
- 1997 Bram Stoker Award für das Lebenswerk
- 1999 Moskowitz Archive Award
- 2002 World Fantasy Award für das Lebenswerk
- 2014 Retro Hugo Award für Imagination! als bestes Fanzine (mit Morojo und T. Bruce Yerke)
- 2018 Retro Hugo Award als bester Fan-Autor
- 2019 Retro Hugo Award als bester Fan-Autor

## Bibliografie
Northwest Smith (Kurzgeschichten)
- Nymph of Darkness (in: Fantasy Magazine, April 1935, mit C. L. Moore; auch: Nyusa, Nymph of Darkness, 2002)

Shock Short (Kurzgeschichten)
- Earth’s Lucky Day (in: Wonder Stories, April 1936, mit Francis Flagg)
- Dwellers in the Dust (1948, in: Fantasy Book, Vol. 1, No. 4)
- Dhactwhu! – Remember? (in: Super Science Stories, April 1949, mit Robert A. W. Lowndes als Jacques DeForest Erman (Hrsg.))
- The Skyscraper Kidnappers (1972, in: Perry Rhodan #20: The Thrall of Hypno, als S. F. Balboa)
- The Shaggy Werewolf (1974, in: Perry Rhodan #41: The Earth Dies, als Sylvius Agricola)

Famous Monsters of Filmland (Sachbücher)
- 1 Famous Monster of Filmland (1986)
- 2 The Best from Famous Monsters of Filmland (1964)
- 3 Son of Famous Monsters of Filmland (1965)
- 4 Famous Monsters of Filmland Strike Back! (1965)

Sammlungen
- Science Fiction Worlds of Forrest J Ackerman & Friends (1969)
- Expanded Science Fiction Worlds of Forrest J Ackerman & Friends PLUS (2002)

Kurzgeschichten
- An Experiment with Time (in: Fantasy Magazine, January 1934, mit Francis Flagg)
- A Sad Story of the Future (in: The Fantasy Fan, March 1934)
- The Incredible Olympian (in: Scienti-Snaps, April 1939, als S. F. Balboa)
- The Record (in: Futuria Fantasia, Summer 1939)
  - Deutsch: Die Schallplatte. In: Michael Schmidt (Hrsg.): Scherben. Michael Schmidt, 2018, ISBN 978-1-7232-1443-1. [Als Co-Autor wird fälschlich Ray Bradbury angegeben.]
- The Madman of Mars (in: The Madman of Mars, March 1943)
- Micro Man (in: New Worlds, October 1946, als Alden Lorraine; auch: Micro Man, 1969; auch: Micro-Man, 1947)
- The Time Twister (in: Thrilling Wonder Stories, October 1947, als Weaver Wright; auch: Strangers in a Strange Time, 1973)
- The Big Sleep (in: Other Worlds Science Stories, May 1950)
- Atomic Error (in: Other Worlds Science Stories, July 1950)
  - Deutsch: Atom-Irrtum. In: Utopia-Sonderband, #1. Pabel, 1955.
- The Mute Question (in: Other Worlds Science Stories, September 1950)
  - Deutsch: Die Frage des Mutanten. In: Utopia-Sonderband, #1. Pabel, 1955.
- Earth Can Be Fair (Concluding Installment) (in: Other Worlds Science Stories, October 1950, als Hubert George Wells)
- Don of Flame (in: Slant, Winter 1951)
- All Cremated Equal (in: Fantastic Worlds, Summer 1952)
- Atoms and Stars (1953, in: Nebula Science Fiction, Number 2)
- What an Idea! (1953, in: Authentic Science Fiction Monthly, #30 February)
  - Deutsch: Donovans Idee. In: Utopia-Sonderband, #1. Pabel, 1955.
- Sabina (1953, in: Nebula Science Fiction, Number 5)
- Death Rides the Spaceways (1954, in: Herbert J. Campbell (als H. J. Campbell) (Hrsg.): Authentic Book of Space)
- Die Zeitreise (1957, in: Utopia-Science-Fiction-Magazin, #5)
- The Girl Who Wasn’t There (1963, in: Gamma 1, mit Tigrina, William F. Nolan und Charles E. Fritch)
- A Martian Oddity (1969, in: Science Fiction Worlds of Forrest J. Ackerman & Friends)
- And Then the Cover Was Bare (1969, in: Science Fiction Worlds of Forrest J. Ackerman & Friends)
- Burn Witch, Burn (1969, in: Science Fiction Worlds of Forrest J. Ackerman & Friends)
- Count Down to Doom (1969, in: Science Fiction Worlds of Forrest J. Ackerman & Friends, mit Charles Nuetzel)
- Laugh, Clone, Laugh (1969, in: Science Fiction Worlds of Forrest J. Ackerman & Friends, mit A. E. van Vogt)
- Letter to an Angel (1969, in: Science Fiction Worlds of Forrest J. Ackerman & Friends)
- Tarzan and the Golden Loin (1969, in: Science Fiction Worlds of Forrest J. Ackerman & Friends)
- The Atomic Monument (1969, in: Science Fiction Worlds of Forrest J. Ackerman & Friends, mit Theodore Sturgeon)
- The Lady Takes a Powder (1969, in: Science Fiction Worlds of Forrest J. Ackerman & Friends, mit Tigrina)
- The Man Who Was Thirsty (1969, in: Science Fiction Worlds of Forrest J. Ackerman & Friends)
- The Radclyffe Effect (1969, in: Science Fiction Worlds of Forrest J. Ackerman & Friends)
- Time to Change (1969, in: Science Fiction Worlds of Forrest J. Ackerman & Friends, mit Marcial Souto)
- Cosmic Report Card: Earth (in: Vertex: The Magazine of Science Fiction, June 1973; auch: The Shortest Science Fiction Story Ever Told, 1974; auch: The Shortest SF Story Ever Told)
- To Serf MAN (1974, in: Perry Rhodan #50: Attack from the Unseen, als Coil Kepac)
- Great Gog’s Grave (in: Fantasy Book, December 1981, mit Donald A. Wollheim)
- Kiki (1997, in: Ackermanthology: 65 Astonishing, Rediscovered Sci-Fi Shorts, als Laurajean Ermayne)
- The Cosmic Kidnappers (1997, in: Ackermanthology: 65 Astonishing, Rediscovered Sci-Fi Shorts, als S. F. Balboa)
- Introduction (Metropolis: 75th Anniversary Edition) (2002)

Anthologien
- Best Science Fiction for 1973
- Gosh! Wow! (Sense of Wonder) Science Fiction (1982; auch: Sense of Wonder Science Fiction, 1993)
- The Gernsback Awards 1926: Volume 1 (1982)
- Reel Future (1994, mit Jean Marie Stine)
- New Eves: Science Fiction About the Extraordinary Women of Today and Tomorrow (1994, mit Jean Marie Stine und Janrae Frank)
- I, Vampire: Interviews with the Undead (1995, mit Jean Marie Stine)
- Ackermanthology: 65 Astonishing, Rediscovered Sci-Fi Shorts (1997)
- Film Futures (1998)
- Science-Fiction Classics: The Stories That Morphed Into Movies (1999)
- Ackermanthology: 65 Astonishing Rediscovered Sci-Fi Shorts, Millennium Edition (2000)
- Rainbow Fantasia; 35 Spectrumatic Tales of Wonder (2001)
- Womanthology (2003, mit Pam Keesey)

Sachliteratur
- The Frankenscience Monster (1969)
- Close Encounters of the Third Kind (1977)
- Souvenir Book of Mr. Science Fiction’s Fantasy Museum (1978)
- J. R. R. Tolkien’s The Lord of the Rings (1979)
- A Reference Guide to American Science Fiction Films (1981, mit A. W. Strickland)
- Mr. Monster’s Movie Gold (1982)
- Lon of 1000 Faces! (1983)
- The Boiling Point (1985, mit Clark Ashton Smith und H. P. Lovecraft, Sammlung von Briefen)
- Forrest J. Ackerman’s Fantastic Movie Memories (1985)
  - Deutsch: Science Fiction. Deutsche Erstausgabe. Übersetzt von Ronald M. Hahn. Taschen, 1998, ISBN 3-8228-7295-4.
- Forrest J Ackerman’s World of Science Fiction (1997)
- Worlds of Tomorrow: The Amazing Universe of Science Fiction Art (2004, mit Brad Linaweaver)
- Out of This World Convention (2009)

als Herausgeber:
- Die Vergangenheit der Zukunft. Vorwort von Guido Knopp und Alexander Simon. BSV, Nürnberg 1998, ISBN 3-932234-37-5.

## Filmografie
- 1947: Endspurt (The Homestretch)
- 1964: 2071: Mutan-Bestien gegen Roboter
- 1968: Die sechs Verdächtigen (The Power)
- 1980: Aftermath (The Aftermath)[1]
- 1987: Amazonen auf dem Mond oder Warum die Amis den Kanal voll haben (Amazon Women on the Moon)
- 1995: Attack of the 60 Foot Centerfold